# Carsten Ball
Carsten Ball (n. 20 de junio de 1987 en Newport Beach, Estados Unidos) es un jugador de tenis australiano. Es hijo del extenista profesional Syd Ball (quien también es su entrenador) y hasta el momento su mejor actuación ha sido alcanzar la final del Torneo de Los Ángeles en 2009, perdiendo en la final ante el estadounidense Sam Querrey.
Se desempeña casi exclusivamente en superficies rápidas basando su juego en su poderoso servicio.

## Títulos (1;0+1)

### Finalista en individuales (1)
| Leyenda                         |
| Grand Slam (0)                  |
| ATP Wourld Tour Finals (0)      |
| ATP Masters 1000 World Tour (0) |
| ATP World Tour 500 series (0)   |
| ATP World Tour 250 series (1)   |

| N.º | Fecha               | Torneo      | Superficie | Oponente en la final | Resultado   |
| --- | ------------------- | ----------- | ---------- | -------------------- | ----------- |
| 1.  | 27 de julio de 2009 | Los Ángeles | Dura       | Sam Querrey          | 4-6 6-3 1-6 |

### Clasificación en torneos del Grand Slam

#### Individual
| Torneo          | 2008 | 2009 | 2010 | 2011 | Títulos |
| --------------- | ---- | ---- | ---- | ---- | ------- |
| Australian Open | -    | 1R   | 1R   | 1R   | 0       |
| Roland Garros   | -    | -    | 2R   |      | 0       |
| Wimbledon       | -    | -    | 1R   |      | 0       |
| US Open         | 1R   | 2R   | 2R   |      | 0       |

#### Dobles
| Torneo          | 2006 | 2007 | 2008 | 2009 | 2010 | 2011 | 2012 | 2013 | 2014 | 2015 | Títulos |
| --------------- | ---- | ---- | ---- | ---- | ---- | ---- | ---- | ---- | ---- | ---- | ------- |
| Australian Open | 2R   | 2R   | 3R   | 3R   | 2R   | 3R   | 2R   | -    | -    | -    | 0       |
| Roland Garros   | -    | -    | -    | -    | 1R   | -    | 1R   | -    | -    |      | 0       |
| Wimbledon       | -    | -    | -    | -    | 3R   | 3R   | 1R   | -    | -    |      | 0       |
| US Open         | -    | -    | -    | CF   | 1R   | -    | -    | -    | -    |      | 0       |

### Dobles (1)
| Leyenda                         |
| Grand Slam (0)                  |
| ATP Wourld Tour Finals (0)      |
| ATP Masters 1000 World Tour (0) |
| ATP World Tour 500 series (0)   |
| ATP World Tour 250 series (1)   |

| N.º | Fecha              | Torneo  | Superficie | Pareja         | Oponentes en la final                | Resultado |
| --- | ------------------ | ------- | ---------- | -------------- | ------------------------------------ | --------- |
| 1.  | 5 de julio de 2010 | Newport | Césped     | Chris Guccione | Santiago González Travis Rettenmaier | 6-3 6-4   |

## Challengers

### Individual (1)
| N.º | Fecha               | Torneo    | Superficie | Oponente en la final | Resultado  |
| --- | ------------------- | --------- | ---------- | -------------------- | ---------- |
| 1.  | 19 de julio de 2010 | Lexington | Dura       | Jesse Levine         | 6-4 7-6(2) |

### Finalista en individual (4)
| N.º | Fecha                | Torneo         | Superficie | Oponente en la final | Resultado        |
| --- | -------------------- | -------------- | ---------- | -------------------- | ---------------- |
| 1.  | 5 de mayo de 2008    | Tunica Resorts | Arcilla    | Iván Miranda         | 4-6, 4-6         |
| 2.  | 11 de mayo de 2009   | Sarasota       | Arcilla    | James Ward           | 6-7(4), 6-4, 3-6 |
| 3.  | 1 de junio de 2009   | Yuba City      | Dura       | Ryler DeHeart        | 2-6, 6-3, 5-7    |
| 4.  | 1 de febrero de 2010 | Dallas         | Dura       | Ryan Sweeting        | 4-6, 2-6         |

### Dobles (18)
| N.º | Fecha                    | Torneos          | Superficie | Pareja             | Oponentes                             | Resultado         |
| --- | ------------------------ | ---------------- | ---------- | ------------------ | ------------------------------------- | ----------------- |
| 1.  | 25 de febrero de 2008    | Wolfsburgo       | Alfombra   | Izak Van der Merwe | Richard Bloomfield Ken Skupski        | 7-6(5), 6-3       |
| 2.  | 14 de abril de 2008      | Ciudad de México | Dura       | Robert Smeets      | Neil Bamford Josh Goodall             | 6-7(5), 6-4, 10-3 |
| 3.  | 12 de mayo de 2008       | Bradenton        | Arcilla    | Lester Cook        | Ryler DeHeart Todd Widom              | 4-6, 6-3, 10-6    |
| 4.  | 26 de mayo de 2008       | Carson           | Dura       | Travis Rettenmaier | Ryler DeHeart Daniel King-Turner      | 6-4, 6-2          |
| 5.  | 4 de agosto de 2008      | Binghamton       | Dura       | Travis Rettenmaier | Dann Battistone Brian Battistone      | 6-3, 6-4          |
| 6.  | 3 de noviembre de 2008   | Nashville        |            | Travis Rettenmaier | Harsh Mankad Ashutosh Singh           | 6-4, 7-5          |
| 7.  | 4 de mayo de 2009        | Savannah         | Arcilla    | Travis Rettenmaier | Harsh Mankad Kaes Van't Hof           | 7-6(4), 6-4       |
| 8.  | 1 de junio de 2009       | Yuba City        | Dura       | Travis Rettenmaier | Adam Feeney Nathan Healey             | 6-3, 6-4          |
| 9.  | 29 de junio de 2009      | Winnetka         | Dura       | Travis Rettenmaier | Brett Joelson Ryan Sweeting           | 6-1, 6-2          |
| 10. | 13 de julio de 2009      | Aptos            | Dura       | Chris Guccione     | Sanchai Ratiwatana Sonchat Ratiwatana | 6-3, 6-2          |
| 11. | 12 de julio de 2010      | Aptos            | Dura       | Chris Guccione     | Adam Feeney Greg Jones                | 6-1, 6-3          |
| 12. | 11 de julio de 2011      | Aptos            | Dura       | Chris Guccione     | John Paul Fruttero Raven Klaasen      | 7-6(5), 6-4       |
| 13. | 12 de septiembre de 2011 | Istanbul         | Dura       | Andre Begemann     | Gregoire Burquier Yannick Mertens     | 6-2, 6-4          |
| 14. | 3 de octubre de 2011     | Sacramento       | Dura       | Chris Guccione     | Nicholas Monroe Jack Sock             | 7-6(3), 1-6, 10-5 |
| 15. | 10 de octubre de 2011    | Tiburon          | Dura       | Chris Guccione     | Steve Johnson Sam Querrey             | 6-1, 5-7, 10-6    |
| 16. | 23 de abril de 2012      | Savannah         | Arcilla    | Bobby Reynolds     | Travis Parrott Simon Stadler          | 7-6(7), 6-4       |
| 17. | 15 de abril de 2013      | Ciudad de México | Dura       | Chris Guccione     | Jordan Kerr John-Patrick Smith        | 6-3, 3-6, 11-9    |
| 18. | 8 de febrero de 2015     | Burnie           | Dura       | Matt Reid          | Radu Albot Matthew Ebden              | 7-5, 6-4          |

#### Finalista en dobles (5)
| N.º | Fecha                   | Torneos    | Superficie | Pareja             | Oponentes                        | Resultado         |
| --- | ----------------------- | ---------- | ---------- | ------------------ | -------------------------------- | ----------------- |
| 1.  | 13 de noviembre de 2006 | Caloundra  | Dura       | Adam Feeney        | Rameez Junaid Robert Smeets      | 3-6, 2-6          |
| 2.  | 26 de noviembre de 2007 | Caloundra  | Dura       | Adam Feeney        | Rameez Junaid Daniel King-Turner | 6-3, 6-7(3), 8-10 |
| 3.  | 25 de mayo de 2009      | Carson-2   | Dura       | Travis Rettenmaier | Harsh Mankad Frederik Nielsen    | 4-6, 4-6          |
| 4.  | 10 de agosto de 2009    | Binghamton | Dura       | Kaes Van't Hof     | Rik De Voest Scott Lipsky        | 6-7(2), 4-6       |
| 5.  | 4 de noviembre de 2013  | Knoxville  | Dura       | Peter Polansky     | Sam Groth John-Patrick Smith     | 7-6(6), 2-6, 7-10 |
| 6.  | 6 de octubre de 2014    | Tiburon    | Dura       | Matt Reid          | Bradley Klahn Adil Shamasdin     | 5-7, 2-6          |